# Ceratolepis hamata
Ceratolepis hamata är en kräftdjursart. Ceratolepis hamata ingår i släktet Ceratolepis och familjen Lophogastridae. Inga underarter finns listade i Catalogue of Life.